# Communes de la province de Padoue
- Haut – A
- B
- C
- D
- E
- F
- G
- H
- I
- J
- K
- L
- M
- N
- O
- P
- Q
- R
- S
- T
- U
- V
- W
- X
- Y
- Z

## A
- Abano Terme
- Agna
- Albignasego
- Anguillara Veneta
- Arquà Petrarca
- Arre
- Arzergrande

## B
- Bagnoli di Sopra
- Baone
- Barbona
- Battaglia Terme
- Boara Pisani
- Borgoricco
- Bovolenta
- Brugine

## C
- Cadoneghe
- Campo San Martino
- Campodarsego
- Campodoro
- Camposampiero
- Candiana
- Carceri
- Carmignano di Brenta
- Cartura
- Casale di Scodosia
- Casalserugo
- Castelbaldo
- Cervarese Santa Croce
- Cinto Euganeo
- Cittadella
- Codevigo
- Conselve
- Correzzola
- Curtarolo

## D
- Due Carrare

## E
- Este

## F
- Fontaniva

## G
- Galliera Veneta
- Galzignano Terme
- Gazzo
- Grantorto
- Granze

## L
- Legnaro
- Limena
- Loreggia
- Lozzo Atestino

## M
- Maserà di Padova
- Masi
- Massanzago
- Megliadino San Fidenzio
- Megliadino San Vitale
- Merlara
- Mestrino
- Monselice
- Montagnana
- Montegrotto Terme

## N
- Noventa Padovana

## O
- Ospedaletto Euganeo

## P
- Padoue
- Pernumia
- Piacenza d'Adige
- Piazzola sul Brenta
- Piombino Dese
- Piove di Sacco
- Polverara
- Ponso
- Ponte San Nicolò
- Pontelongo
- Pozzonovo

## R
- Rovolon
- Rubano

## S
- Saccolongo
- Saletto
- San Giorgio delle Pertiche
- San Giorgio in Bosco
- San Martino di Lupari
- San Pietro Viminario
- San Pietro in Gu
- Sant'Angelo di Piove di Sacco
- Sant'Elena
- Sant'Urbano
- Santa Giustina in Colle
- Santa Margherita d'Adige
- Saonara
- Selvazzano Dentro
- Solesino
- Stanghella

## T
- Teolo
- Terrassa Padovana
- Tombolo
- Torreglia
- Trebaseleghe
- Tribano

## U
- Urbana

## V
- Veggiano
- Vescovana
- Vighizzolo d'Este
- Vigodarzere
- Vigonza
- Villa Estense
- Villa del Conte
- Villafranca Padovana
- Villanova di Camposampiero
- Vo